# Имам право на своје мишљење
Имам право на своје мишљење или свако има право на своје мишљење, је изјава која се често појављује у реторици или расправи, дебати. Када се позивање на право на мишљење користи као одбрана аргумента, тада ова изјава представља неформалну логичку грешку типа Црвена харинга. Да ли неко има право на било шта је потпуно ирелевантно за то да ли је његова конкретна тврдња истинита или није. Позивање на постојање права на мишљење је аутоматски неуспех да се одбрани изнесени аргумент, став или тврдња. Због тога се може сматрати врстом предаје или несвесног признања да је саговорник у праву. Таква изјава међутим, може такође бити позивање на сопствену слободу, или одбијање да се уопште учествује у дискусији базираној на логици.

## Логичка грешка
Право на мишљење је неформална логичка грешка. Позивање на право мишљења се може схватити и као предаја, јер позивање на право мишљења аитпматски значи да немате контр-аргумент. Право на мишљење се најчешће користи као одбрана за ставове или мишљења која су давно требало да буду одбачена.

### Примери
Саговорник 1: Земља је млађа од 10.000 година и еволуција се није десила.
Саговорник 2: Геолошка истраживања су показала да је Земља много старија од тога, чак и путем хемијских и физичких анализа. Доказе за еволуцију можеш наћи у геологији, археологији, антропологији, биологији, генетици...
Саговорник 1: Имам право на своје мишљење.
Ово је пример где се износе научне чињенице, али се саговорник позива на право на мишљење, иако га нема.
Сличне примере можете наћи у мноигм псеудонаукама.